# 2007년 팬아메리칸 게임

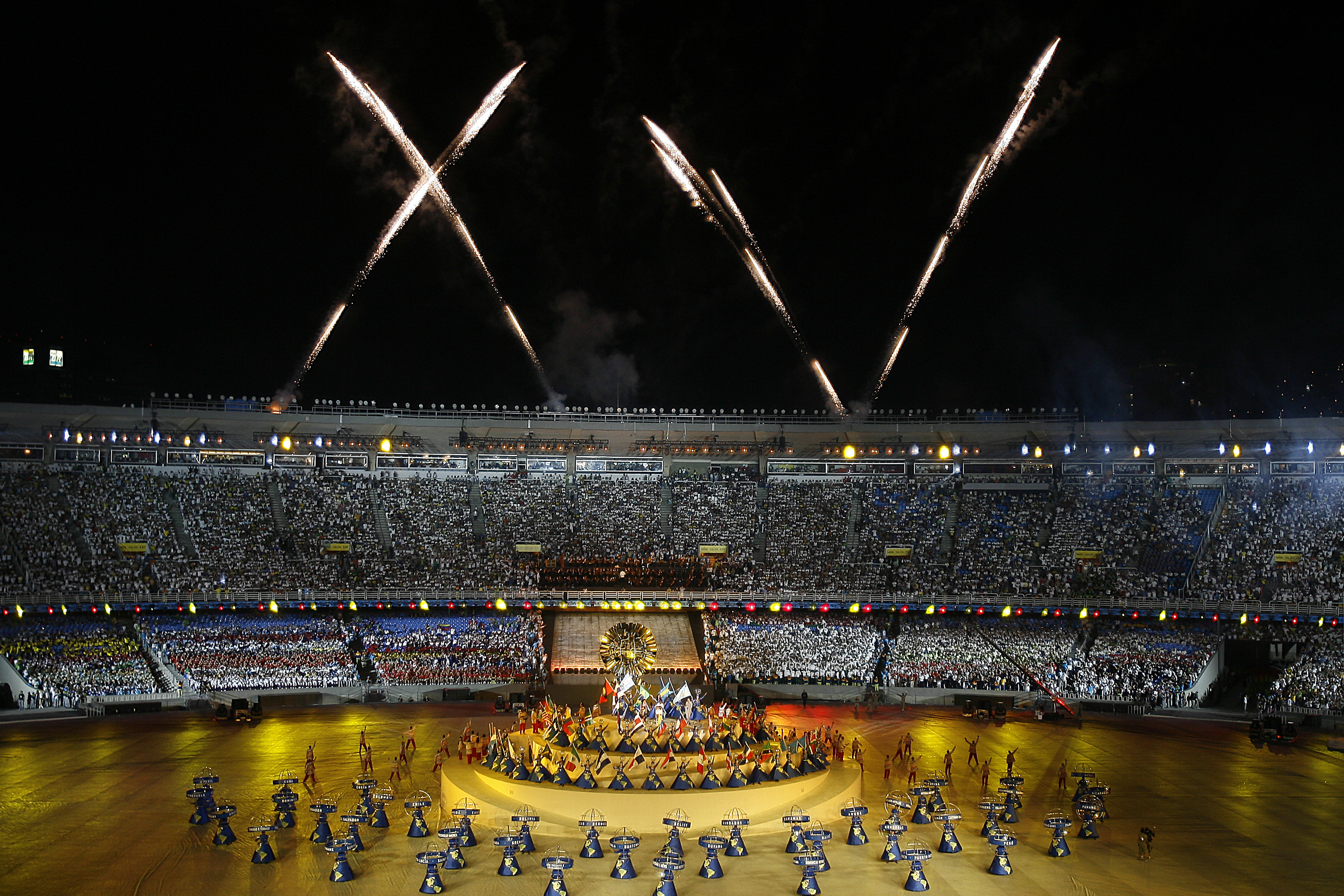

2007년 팬아메리칸 게임은 2007년 7월 13일부터 7월 29일까지 브라질의 리우데자네이루에서 열린 15번째 팬아메리칸 게임이다.

## 참가국
- 아르헨티나
- 아루바
- 앤티가 바부다
- 바하마
- 바베이도스
- 벨리즈
- 버뮤다
- 볼리비아
- 브라질 (개최국)
- 영국령 버진아일랜드
- 캐나다
- 케이맨 제도
- 칠레
- 콜롬비아
- 코스타리카
- 쿠바
- 도미니카 연방
- 도미니카 공화국
- 에콰도르
- 엘살바도르
- 그레나다
- 과테말라
- 가이아나
- 아이티
- 온두라스
- 자메이카
- 멕시코
- 네덜란드령 안틸레스
- 니카라과
- 파나마
- 파라과이
- 페루
- 푸에르토리코
- 세인트루시아
- 세인트키츠 네비스
- 세인트빈센트 그레나딘
- 수리남
- 트리니다드 토바고
- 미국
- 우루과이
- 미국령 버진아일랜드
- 베네수엘라

## 경기 종목
| - 가라테 - 근대5종 - 농구 - 레슬링 - 롤러 스케이팅 - 배드민턴 - 배구 - 복싱 - 볼링 - 사격 - 사이클 - BMX - 도로 - 산악 - 트랙 | - 수상 종목 - 다이빙 - 수영 - 수구 - 싱크로나이즈드 스위밍 - 수상스키 - 소프트볼 - 스쿼시 - 승마 - 야구 - 양궁 - 역도 - 유도 - 육상 - 요트 | - 조정 - 축구 - 체조 - 기계체조 - 리듬체조 - 트램펄린 - 카누 - 탁구 - 태권도 - 테니스 - 트라이애슬론 - 풋살 - 필드 하키 - 펜싱 - 핸드볼 |

## 메달 집계
| 순위 | 국가                                            | 금메달 | 은메달 | 동메달 | 합계 |
| ---- | ----------------------------------------------- | ------ | ------ | ------ | ---- |
| 1    | 미국                                            | 97     | 88     | 52     | 237  |
| 2    | 쿠바                                            | 59     | 35     | 41     | 135  |
| 3    | 브라질                                          | 52     | 40     | 65     | 157  |
| 4    | 캐나다                                          | 39     | 44     | 55     | 138  |
| 5    | 멕시코                                          | 18     | 24     | 31     | 73   |
| 6    | 콜롬비아                                        | 14     | 20     | 13     | 47   |
| 7    | 베네수엘라                                      | 12     | 23     | 35     | 70   |
| 8    | 아르헨티나                                      | 11     | 16     | 33     | 60   |
| 9    | 도미니카 공화국                                 | 6      | 6      | 17     | 29   |
| 10   | 칠레                                            | 6      | 5      | 9      | 20   |
| 11   | 에콰도르                                        | 5      | 4      | 10     | 19   |
| 12   | 푸에르토리코                                    | 3      | 6      | 12     | 21   |
| 13   | 자메이카                                        | 3      | 5      | 1      | 9    |
| 14   | 과테말라                                        | 2      | 3      | 2      | 7    |
| 15   | 바하마                                          | 2      | 2      | 3      | 7    |
| 16   | 엘살바도르                                      | 1      | 3      | 6      | 10   |
| 17   | 파나마                                          | 1      | 1      | 0      | 2    |
| 18   | 앤티가 바부다                                   | 1      | 0      | 2      | 3    |
| 19   | 네덜란드령 안틸레스                             | 1      | 0      | 1      | 2    |
| 20   | 페루                                            | 0      | 4      | 8      | 12   |
| 21   | 트리니다드 토바고                               | 0      | 1      | 3      | 4    |
| 22   | 우루과이                                        | 0      | 1      | 2      | 3    |
| 23   | 케이맨 제도                                     | 0      | 1      | 0      | 1    |
| 24   | 니카라과                                        | 0      | 0      | 2      | 2    |
| 25   | {{bar{{{2}}}0\|{{{1}}}}}{{bar{{{3}}}\|{{{1}}}}} | 0      | 0      | 1      | 1    |
| 25   | 도미니카 연방                                   | 0      | 0      | 1      | 1    |
| 25   | 그레나다                                        | 0      | 0      | 1      | 1    |
| 25   | 가이아나                                        | 0      | 0      | 1      | 1    |
| 25   | 아이티                                          | 0      | 0      | 1      | 1    |
| 25   | 온두라스                                        | 0      | 0      | 1      | 1    |
| 25   | 세인트루시아                                    | 0      | 0      | 1      | 1    |
| 25   | 파라과이                                        | 0      | 0      | 1      | 1    |
| 합계 | 합계                                            | 333    | 332    | 411    | 1076 |

## 같이 보기
- 2016년 하계 올림픽
- 2014년 FIFA 월드컵
- 2019년 코파 아메리카